# Aristolochia leytensis
Aristolochia leytensis är en piprankeväxtart som beskrevs av Elmer Drew Merrill. Aristolochia leytensis ingår i släktet piprankor, och familjen piprankeväxter. Inga underarter finns listade i Catalogue of Life.